# Explorer 41
Explorer 41 (auch IMP-G) war ein Satellit der US-amerikanischen Weltraumbehörde NASA im Rahmen des Explorer-Programmes. Er war Bestandteil des Programms Interplanetary Monitor Platform (IMP), mit dem unter anderem Informationen über Sonneneruptionen gesammelt werden sollten. Des Weiteren sollten Untersuchungen des irdischen und des galaktischen Magnetfeldes, der solaren Korpuskularstrahlung, der solaren und der kosmischen Strahlung durchgeführt werden. Zudem sollten die Apollo-Missionen vor Sonneneruptionen gewarnt werden. Dafür wurde der Satellit auf eine stark exzentrische Umlaufbahn gebracht, die bis in den Bereich zwischen der Erde und dem Mond (cislunarer Raum) reichte. Der Satellit war spinstabilisiert. Nach einer nahezu reibungslosen Mission, die nur wenige Unterbrechungen in der Datenübertragung aufwies, wurde er kurz nach der Landung von Apollo 17 am 23. Dezember 1972 außer Betrieb genommen.